# American Geophysical Union
L'American Geophysical Union (AGU) o Unió Americana de Geofísica és una organització sense ànim de lucre de científics i entusiastes de la Terra, l'atmosfera, l'oceà, la hidrologia, l'espai i el planeta. D'acord amb el seu lloc web, inclou 130.000 persones. Les activitats de l'AGU se centren en l'organització i la difusió d'informació científica en àmbits interdisciplinaris i internacionals dins de les ciències de la Terra i l'espai. Les ciències geofísiques impliquen quatre àrees fonamentals: les ciències de l'atmosfera i l'oceà; ciències de la terra sòlida; ciències hidrològiques; i ciències espacials. La seu de l'organització és a l'avinguda Florida a Washington, D.C.
Publica la revista Geophysical Research Letters, dedicada a la geociència.

## Història
El desembre de 1919, el Consell Nacional de Recerca (NRC) constituí l'AGU perquè representés els Estats Units a la Unió Internacional de Geodèsia i Geofísica (IUGG). El primer president de l'entitat fou William Bowie, del Servei Geodèsic i de Costes dels Estats Units (USCGS, de l'anglès United States Coast and Geodetic Survey).